# Russ Columbo
Russ Columbo (Camden, 14 de enero de 1908-Los Ángeles, 2 de septiembre de 1934) fue un cantante, violinista y actor estadounidense, conocido sobre todo por su canción "You Call It Madness, But I Call It Love," por sus composiciones "Prisoner of Love" y "Too Beautiful For Words", y por la leyenda de la que se vio rodeada su muerte.

## Inicios
Su verdadero nombre era Ruggiero Eugenio di Rodolpho Colombo, y nació en Camden (Nueva Jersey). Era el duodécimo hijo de  Nicola y Giulia Colombo, una pareja de inmigrantes italianos. Cuando aún era muy joven, empezó a tocar el violín y debutó tocándolo profesionalmente a los 13 años de edad. A los 17, abandonó la preparatoria para viajar por su país con diversos grupos musicales, cantando y tocando el violín en numerosos clubs nocturnos.

## Cine
En 1928, a los 20 años de edad, Columbo empezó a actuar en el cine trabajando, entre otras producciones, en un corto de Vitaphone en el cual formaba parte de la Orquesta de Gus Arnheim. Finalmente llegó a conseguir algunos papeles como actor, aunque su actividad cinematográfica no se extendió ya que tenía otros intereses. En el momento de su muerte Columbo acababa de finalizar su trabajo en el film Wake Up and Dream.  Algunas de las otras películas de Columbo fueron: Woman to Woman (con Betty Compton), Wolf Song (con Lupe Vélez), The Texan (con Gary Cooper), y Broadway Thru a Keyhole.

## Cantante y compositor
Columbo grabó siete temas mientras tocaba en la sección de cuerda de la orquesta de Arnheim. Seis de ellos fueron para el sello Okeh Records y uno para Victor Records ("A Peach Of Pair" el 18 de junio de 1930, pocos meses antes de que Bing Crosby se uniera al grupo junto a los otros dos componentes del trío "The Rhythm Boys", Al Rinker y Harry Barris).
Columbo dirigió durante un tiempo un nightclub, The Club Pyramid, pero dejó el negocio cuando su agente le expuso su potencial como estrella del espectáculo. En 1931 viajó a Nueva York con su agente, el compositor Con Conrad. Conrad le consiguió un pequeño espacio radiofónico nocturno en la NBC, ocupación gracias a la cual le llegaron nuevas propuestas de trabajo, como un contrato de grabación con el sello RCA Records, así como una tremenda popularidad entre el público, especialmente el femenino. No mucho después de su llegada a Nueva York, Columbo conoció a la actriz Dorothy Dell en una prueba para actuar en los espectáculos Ziegfeld Follies, iniciando ambos una relación. Conrad hizo lo posible, y tuvo éxito, para romper la relación ideando y haciendo públicos una serie de romances falsos del cantante con actrices de la talla de Greta Garbo y Pola Negri. (Irónicamente, Dorothy Dell falleció en un accidente de tráfico en junio de 1934, meses antes de la muerte accidental de Columbo.) 
Aunque no le agradaba la etiqueta, por su forma de cantar a Columbo, igual que a Rudy Vallee y a Bing Crosby, se le consideraba un crooner. Russ Columbo compuso las canciones "Prisoner of Love", "You Call It Madness (But I Call It Love)", "Too Beautiful For Words" (grabada por la Teddy Joyce Orchestra en 1935), "When You're in Love", "My Love", "Let's Pretend There's a Moon" (grabada por Fats Waller y Tab Hunter), y "Hello Sister". "Prisoner of Love" es un estándar grabado por Frank Sinatra, Jo Stafford, Art Tatum, Perry Como, The Ink Spots, Mildred Bailey, Teddy Wilson con Lena Horne como vocalista, Bing Crosby, Billy Eckstine, y James Brown. Perry Como llegó al n.º 1 de las listas gracias a este tema.

## Fallecimiento
El 2 de septiembre de 1934 Columbo recibió un disparo fortuito mientras se encontraba de visita en la casa del fotógrafo Lansing Brown, Jr., viejo amigo suyo. Brown tenía una colección de armas de fuego y, mientras examinaba una de ellas, el arma se disparó, el proyectil rebotó en una mesa e hirió a Columbo por encima del ojo izquierdo. Los cirujanos del Hospital Good Samaritan de Los Ángeles intentaron extraer el proyectil del cerebro, pero Columbo falleció seis horas después del accidente. La muerte fue considerada resultado de un accidente, y Brown fue exonerado. A la misa funeral acudió gran número de estrellas de Hollywood, entre ellas Bing Crosby y Carole Lombard, que tenía una relación sentimental con él.
La madre de Columbo estaba hospitalizada en estado grave por un infarto cardíaco en el momento del accidente; sus hermanos y hermanas le ocultaron la noticia durante los 10 años restantes de su vida. [1] [12] Debido a su condición cardíaca anterior, se temía que la noticia fuera fatal para ella (murió en 1944). Usaron todo tipo de subterfugios para dar la impresión de que Columbo todavía estaba vivo, incluidas cartas falsas de él y registros utilizados para simular su programa de radio. [13]
La actriz Virginia Brissac se desempeñaba como secretaria privada de Columbo en el momento de su muerte y luego fue llamada por la oficina del forense del condado de Los Ángeles para testificar e identificar los restos de Columbo en la investigación posterior. [
Russ Columbo fue enterrado en el Cementerio Forest Lawn Memorial Park de Glendale (California).

## Biografías
- Lanza, Joseph and Dennis Penna. Russ Columbo and the Crooner Mystique.  Feral House, 2002. ISBN 0-922915-80-6
- Miano, Lou, Russ Columbo: The Amazing Life and Mysterious Death of a Hollywood Singing Legend. Silver Tone Publications, 2001. ISBN 0-9677970-1-2

## Otros libros
- Kaye, Lenny. You Call It Madness : The Sensuous Song of the Croon. Villard, 2004. ISBN 0-679-46308-9
- Time Capsule 1944; a History of the Year Condensed from the Pages of Time. Time-Life Books, 1967.

- Datos: Q5679402
- Multimedia: Russ Columbo / Q5679402